# Choc7
I Choc7 (caratteri cinesi: 超克7; pinyin: Chao Ke Qi) sono una boyband mandopop taiwanese, il cui leader è Ah Ben. Il nome si riferisce al fatto che i componenti del gruppo sono sette. La band è stata creata da una gara musicale avvenuta nel varietà televisivo taiwanese Mo Fan Bang Bang Tang (模范棒棒堂).

## Storia
Prima della formazione dei Choc7, all'interno del varietà Mo Fan Bang Bang Tang sono stati creati due gruppi, i Knights of Princess e gli Elite of Otaku, i quali hanno partecipato ad una gara musicale che avrebbe permesso la creazione della band finale. Alla fine della gara sono stati eliminati tre membri dai due gruppi originari, mentre ne sono rimasti sette a formare i Choc7. I Choc7 hanno debuttato con questo nome a maggio del 2009, poco prima di pubblicare un EP contenente tre canzoni intitolato Tai Qing Chun. La canzone che dà il titolo all'album è stata scritta dai Lollipop, un affermato gruppo musicale mandopop. Le altre due canzoni, Wo Tai Ben e Deng Shenme, sono state scritte rispettivamente da Wang Zi, fratello maggiore di Mao Di, e da Wei Yu.

## Formazione
Ah Ben / Ben (capogruppo)
- Nome d'arte: Ah Ben (阿本)
- Soprannome: Ben
- Nome cinese: 翁瑞迪
- Data di nascita: 11 giugno 1982
- Strumento: chitarra

Mao Di / Modi
- Nome d'arte: Mao Di (毛弟)
- Nome cinese: 邱翊橙
- Data di nascita: 10 ottobre 1990
- Strumento: chitarra elettrica

Wei Yu / Gevin
- Nome d'arte: Wei Yu (鮪魚)
- Soprannome: Bato
- Nome cinese: 吳俊諺
- Data di nascita: 19 settembre 1989
- Strumento: bonghi

Ye Shou / Vibo
- Nome d'arte: Ye Shou (野獸)
- Nome cinese: 韦佳宏
- Data di nascita: 10 settembre 1990
- Strumento: piano elettrico

Li Quan / Peter
- Nome d'arte: Li Quan (李銓)
- Data di nascita: 9 giugno 1990
- Strumento: batteria

Xiao Ma / Shawn
- Nome d'arte: Xiao Ma (小馬)
- Nome cinese: 簡翔棋
- Data di nascita: 8 luglio 1983
- Strumento: basso

Xiao Lu / Louis
- Nome d'arte: Xiao Lu (小祿)
- Nome cinese: 劉祿存
- Data di nascita: 2 febbraio 1987
- Strumento: chitarra elettrica

## Filmografia
| Anno | Titolo inglese                       | Titolo cinese | Membri partecipanti                                      |
| ---- | ------------------------------------ | ------------- | -------------------------------------------------------- |
| 2007 | Brown Sugar Macchiato                | 黑糖瑪奇朵    | Xiao Ma e Li Quan                                        |
| 2007 | 18 Jin Bu Jin                        | 18禁不禁      | Ah Ben                                                   |
| 2008 | The Legend of Brown Sugar Chivalries | 黑糖群俠傳    | Xiao Ma e Ah Ben                                         |
| 2009 | Love                                 | 愛到底        | Ah Ben, Mao Di (Modi), Xiao Ma, Xiao Lu, Li Quan, Wei Yu |
| 2010 | Gloomy Salad Days                    | 死神少女      | Ah Ben, Mao Di (Modi)                                    |
| 2010 | The M Riders 2                       |               | Ah Ben                                                   |